# بوتنام ألدريش
بوتنام ألدريش (بالإنجليزية: Putnam Aldrich)‏ هو عازف هاربسكورد أمريكي، ولد في 14 يوليو 1904 في Swansea, Massachusetts ‏ في الولايات المتحدة، وتوفي في 18 أبريل 1975 في كان في فرنسا.

## وصلات خارجية
- بوتنام ألدريش على موقع ميوزك برينز (الإنجليزية)